# Нягое I Басараб
Нягое Басараб V (на румънски: Neagoe Basarab) е княз на Влашко от 1512 до 1521 г.

## Живот
Има хипотеза, че Нягое Басараб е незаконороден син на княз Басараб IV Цепелуш. Според изследователя Андрей Пипиди, след като съпругата на Басараб Мария е пленена, той има връзка с болярката Няга от Хотарани. След като Няга забременява, а църквата отказва да му разреши развод със съпругата му, Басараб омъжва Няга за своя приближен Първу I Крайовеску, който се съгласява да припознае детето. Така Нягое Басараб отраства в семейството на Първу Крайовеску и получава добро образование като изучава литература, латински и гръцки език.
Идвайки на власт, Нягое Басараб установява дипломатически отношения с Венецианската република и Папството, и се опитва да играе ролята на посредник между православието и католицизма. Прави щедри дарения на редица православни манастири във Влашко и на Балканите, основава манастира в Куртя де Арджеш, написва на църковнославянски една от първите литературни влашки творби – „Поучение на Нягое Басараб към сина му Теодосий“ (преведена на румънски като „Învăţăturile lui Neagoe Basarab către fiul său Teodosie“), в която засяга въпроси от етиката, философията, дипломацията и морала. За образец на тази творба на Нягое Басараб му служи „Похвално слово за Св. св. Константин и Елена“ на патриарх Евтимий Български.

## Фамилия
Нягое Басараб има брак с Деспина Милица. От брака им се раждат шест деца, от които две момчета и една дъщеря умират млади:
1. Теодосий, княз на Влахия (1521 – 1522)
2. Стана, омъжена за молдовския княз Стефан IV Стефаница[5]
3. Петру
4. Йоан
5. Руксандра, омъжена за влашкия княз Раду V Афумати[6]
6. Ангелина